# Szkoła wolnego prawa
Szkoła wolnego prawa (niem. Freirechtsschule, po francusku zwana szkołą wolnych poszukiwań naukowych – école des libres recherches scientifiques) – kierunek filozofii prawa, odłam naturalizmu prawniczego, traktowany jako część socjologicznej jurysprudencji. Poza założeniami naturalizmu prawniczego, szkoła ta krytykowała również pozytywizm ustawowy i jurysprudencję pojęć. W przypadku luk prawnych szkoła wolnego prawa postulowała prawotwórczą działalność sędziego, tzn. aby sąd mógł działać w sposób wolny od woli ustawodawcy i przepisów ustawy, a sam niejako przejąć na siebie rolę ustawodawcy (stąd nazwa). Na gruncie niemieckim program zapoczątkowany przez Hermana Kantorowicza (ps. Gnaeus Flavius), a na gruncie francuskim przez François Gény'ego. Program tego kierunku spotkał się z licznymi oporami środowisk prawniczych.